# John Amner
John Amner (Ely, 1579 – idm. 1641) fou un compositor i organista anglès de música sacra del segle xvii.
Tenia una estreta relació amb la catedral d'Ely, fins i tot abans de la seva ocupació allí com Informator choristarum (1610-1641), a través dels seus parents Michael i Ralph Amner, que eren els dos empleats laics allà. Va rebre la seva llicenciatura en Música d'Oxford amb el suport del comte de Bath en 1613, i també de Cambridge en 1640. Va ser emprat tant com a organista i sacerdot a la catedral després d'haver obtingut el seu primer grau. Va ser ordenat posteriorment al diaconat, convertint-se més tard en vicari (cànon menor). En 1615, va publicar una col·lecció titulada Sagrat Hymnes de 3, 4, 5 i 6 parts de les Voyces i Vyols, que representa la major part dels seus treballs més coneguts. Els seus altres treballs inclouen Preces (per a cinc veus), quatre ajustaments dels càntics diaris, diversos himnes simples de quatre parts, una mica més complexes himnes de cinc parts, i himnes en vers. Aproximadament una dotzena d'aquestes obres es van enregistrar en la dècada de 1990, i molts es van dur a terme pel cor de la catedral d'Ely, incloent Beneït sigui el Senyor Déu; Escolta, oh Senyor; Tingues pietat; Cantem al Senyor tot el temps que jo visc; El meu Senyor és, per tant, elimina i va; Canteu al Senyor; Oh vosaltres, petit ramat; El segon servei (Cesar) i The heavn Sing. Amner també va escriure una pavana i la gallarda per violes i una sola peça de teclat que es destaca històricament com l'únic grup reconegut de variacions sobre una melodia salm mètrica (O Senyor en tu és tota la meva confiança).

## Treballs i enregistraments
- A stranger here
- Christ rising again
- Come, let's rejoice
- Lift up your heads, O ye gates
- Magnificat and Nunc Dimittis (Dorian)
- O God my King
- O ye little flock
- Sing O heavens
- Tune thy Musicke to Thy Hart, Stile Antico, Fretwork. Harmonia Mundi 2012.